# Пламен Пасков
Пламен Панайотов Пасков е български общественик, политик, по професия ветеринарен лекар. Участник в различни избори като кандидат от гражданска квота, излъчен от различни политически сили. Не е членувал в никоя партия и изразява намерение, че няма да бъде член на никоя партия.
Спрямо военния конфликт между Русия и Украйна той подкрепя действията на Владимир Путин. В същото време не симпатизира на управлението на Путин в Русия, а на Александър Лукашенко, президентът на Беларус. Често пъти дава интервюта пред държавния телевизионен канал „Беларус 1“.

## Биография

### Ранни години
Пламен Пасков е роден на 12 септември 1965 г. в град Димитровград, Народна република България., в семейството на Христинка и Панайот Паскови. Има по-малък брат – Живко (1970). Потомък е на българи от с. Дрипчево (Свиленградско) и от с. Лятно (Шуменско), преселили се в Хасково и Димитровград в годините на създаването и строителството на града.

### Образование
Средно образование завършва с отличие през 1983 г. в Природоматематическата гимназия „Иван Вазов“ в Димитровград.
Между 1983 г. и 1985 г. отбива редовна военна служба в Школата за запасни офицери „Христо Ботев“ в град Плевен и в поделение 36140 – танковия полк в гр. Хасково. Офицер от запаса, ПВО, зенитна артилерия, командир на батарея.
В периода 1985 – 1990 г. следва във Висшия институт по зоотехника и ветеринарна медицина (днес Тракийски университет) специалност „ветеринарна медицина“. Като студент в края на 1989 г. участва в създаването на независимо студентско дружество в института, по примера на първото независимо студентско дружество в Софийския университет, което е и съучредител на СДС.
Владее руски, английски и френски език.

### Професионална дейност
След дипломирането си през 1990 г., работи като ветеринарен лекар в Димитровград, Пловдив и на други места в България до 2000 г. Участва в създаването на софтуер за управление на ветеринарни клиники. По сведения на Пламен Пасков разработката се приема много добре на пазара в България. По негова информация през 2000 г. получава покана от голяма ветеринарна клиника в Москва, където да се изпитва софтуерът. Заминава за Москва с нагласата да остане 3 – 4 месеца, но впоследствие остава да живее там.
През 2001 година по негови сведения внедрява разработката в Московското обединенение на ветеринарията.
Създава собствена компания и в Москва: ООО „Эдлинай Ко“ (Edliny LLC), която предлага услуги по внедряване, сервиз, поддръжка и обучение за ветеринарния софтуер, мениджмънт и оптимизация на ветеринарния бизнес, консултации, разработка на бизнес планове и маркетингови изследвания за ветеринарни клиники, фармацевтични организации и други компании в сферата на ветеринарната медицина и зообизнеса.

## Политическа дейност

### Сътрудничество с партия „Атака“
В известен период Пасков е чест гост в предаванията по партийната телевизия „Alfa“, където дискутира по важни световни въпроси.

#### Местни избори през 2015 г.
На местните избори през 2015 г. е независим кандидат за кмет на община Димитровград, подкрепен от политическа партия „Атака“. Получава 394 гласа (или 1,55%).

### Президентски избори през 2016 г.
На президентските избори през 2016 г. е кандидат за президент на България, издигнат от инициативен комитет.
На първия тур на президентските избори, проведен на 6 ноември 2016 г. кандидат-президентската двойка Пламен Пасков – Светозар Съев получават 10 103 действителни гласа или 0,26 % от подадените гласове.

### Сътрудничество с партия „Възраждане“
На 12 януари 2022 г. Пламен Пасков участва на протест срещу зеления сертификат, организиран от партия „Възраждане“. След протеста, заедно с депутати от партията, се среща със здравния министър Асена Сербезова.
Сътрудничеството му с партия „Възраждане“ в изборите продължава до август 2022 г., когато в последния момент преди кампанията на парламентарните избори, насрочени на 2 октомври 2022 г., партията решава да премахне кандидатите, излъчени от гражданската квота.

#### Парламентарни избори през 2017 г.
На парламентарните избори през 2017 г. е кандидат за народен представител от политическа партия „Възраждане“. Водач на листите в 27 МИР Стара Загора и 29 МИР Хасково.

#### Парламентарни избори през април 2021 г.
На парламентарните избори през април 2021 г. е кандидат за народен представител от гражданската квота на партия „Възраждане“ като водач на листите ѝ в 4 МИР Велико Търново и 9 МИР Кърджали.

#### Парламентарни избори през юли 2021 г.
На парламентарните избори през юли 2021 г. е кандидат за народен представител от гражданската квота на партия „Възраждане“, като е водач на листата ѝ в 29 МИР Хасково.

#### Парламентарни избори през ноември 2021 г.
На парламентарните избори през ноември 2021 г. е кандидат за народен представител от гражданската квота на партия „Възраждане“, като е водач на листата ѝ в 29 МИР Хасково и втори в 9 МИР Кърджали.

### Парламентарни избори през 2022 г.
На парламентарните избори през 2022 г. е кандидат за народен представител от гражданската квота на коалиция „Справедлива България“, като е водач на листите ѝ в 29 МИР Хасково и 23 МИР София.

## Позиция спрямо COVID-19

### Открития вирус на чумата през 2018 г.
При откриването на огнище на чумата по дребните преживни животни Peste des Petits Ruminants (PPR) през лятото на 2018 година  Пламен Пасков заема позицията, че тази болест в България не е представена и че диагнозата в България не е доказана и не съответства на развитието на болестта. Научни статии по темата сочат разпространението ѝ от Нигерия до Близкия Изток и Азия , а някои учени предполагат достигането ѝ дори до южните части на Русия.

### Разпространението на коронавирус COVID-19 през 2020 г.
При разпространението на нов коронавирус в условията на потвърдена от Световната здравна организация опасност от глобална пандемия, на 27 февр. 2020 г. Пламен Пасков споделя видео в YouTube, в което изказва мнение и предположения относно вируса. В друго свое участие в предаването Делници в телевизия Евроком той предполага, че болестта поразява „главно, ако не и изключително само китайци" и предполага хипотезата Архив на оригинала от 2022-01-15 в Wayback Machine., че е разработван като биологично оръжие срещу народността „хан“. В същото време Telegraph докладват за случаи на заразени и на смъртни случаи в Иран, Италия, Франция, Филипините, Южна Корея и Япония с предположителното и трудно-доказуемо като причина за смъртта участие на този вирус. В допълнение, той цитира източници, които сочат, че смъртността е същата и дори по-слаба от тази при „нормалния“ грип. В Guardian обаче са публикувани мнение и предположения, че смъртността на новия вирус е възможно да е около 10 пъти по-висока смъртност от сезонния грип (т.е. около 1 на 100 случая).

## Дезинформация относноКлането в Буча
На 7 април 2022 Пламен Пасков гостува в предаването "Делници" по телевизия "Евроком". Там той показва видео, за което твърди, че е от Клането в Буча и че се вижда как човек в чувал за труп се движи и пуши цигара. Интервюто е разпространено от "Възраждане" в партийния Youtube канал на 7 април 2022 под заглавие „Пламен Пасков с брилянтен анализ за войната Русия – Украйна и ролята на България“. Пасков е бил кандидат за депутат на партията през юли 2021 г.
Видеото, разпространено от Пламен Пасков, всъщност съдържа бекстейдж кадри от заснемането на музикалния клип към песента „Никогда-нибудь“, изпълнена от руския рапър Хаски. Те са заснети от Вася Иванов, който е художник-постановчик на продукцията, и са публикувани в профила му в ТикТок на 28 март 2021 – една година преди събитията в Буча, както и над година преди изобщо започването на Руско-украинска война
Официалното видео на песента „Никогда-нибудь“ е достъпно в YouTube, но само за зрители над 18 години заради сцените на насилие. То е публикувано на 26 септември 2020 – година и пет месеца преди началото на руската инвазия в Украйна. На 2.24 минута от клипа се вижда и камионът от бекстейдж кадрите, в който един от статистите пуши цигара.
Хаски е творчески псевдоним на Дмитрий Николаевич Кузнецов – руски рапър, известен с това, че повечето му видеоклипове не се препоръчват за малолетни и непълнолетни зрители.
Твърденията на Пасков за инсценировка на събитията в Буча съвпадат с официалната позиция на Кремъл, която отрича руската армията да е убивала цивилни.
Външният министър на Русия Сергей Лавров, в превод от Руското посолство в България, по време на срещата с заместник-генералния секретар на ООН по хуманитарни въпроси Мартин Грифитс, казва, че е „направена инсценировка, която украинските представители и западните им покровители разпространяват из всички канали и социални мрежи.“
Проверка на „Ню Йорк таймс“ показва, че тези тела всъщност са били на същите места много преди руските военни да напуснат града. Проверката беше повторена от Би Би Си и стигна до същите изводи. Проверка на Агенция Франс прес (АФП) провери твърденията, че във видео едно от телата се движи, и установи, че става дума за мъртъв човек, който се намира на същото място и в същата поза.